# BioShock (serija)
BioShock je serija akcijsko-pustolovskih prvoosebnih strelskih videoiger založnika 2K Games, ki jih razvijajo v podružnicah Irrational Games in 2K Marin. Prva igra iz serije, BioShock, je izšla 21. avgusta 2007. Na podlagi izjemno pozitivnega odziva kritikov in dobre prodaje so se odgovorni pri založbi odločili, da bodo ustvarili celo serijo iger, ki bi izhajale predvidoma vsaka dve ali tri leta. Nadaljevanje izvirnika, naslovljeno BioShock 2, je izšlo 9. februarja 2010, tretji del z naslovom BioShock Infinite pa 26. marca 2013.
Po besedah razvijalcev je serija idejni naslednik serije System Shock, kar se odraža v številnih skupnih igralnih elementih. Prva dva dela sta postavljena v alternativnozgodovinsko okolje 1960. let, v izmišljeno podvodno mesto Rapture, medtem ko je se tretji del dogaja v steampunkovskem okolju letečega mesta v letu 1912.